# Jean Lec
Fernand Henri François Gustave Lecoublet dit Jean Lec, né le 11 juillet 1899 à Rennes et mort en juillet 1964 à Garches, est un chansonnier, peintre et écrivain français.

## Biographie
Il naît à Rennes le 11 juillet 1899. Engagé volontaire dès le début de la première guerre mondiale, il étudie à l'Ecole des Beaux-Arts de Rennes après sa démobilisation.
Au début des années 1930 il s'installe à Paris, où il monte l'un des premiers ateliers de publicité, l'Atelier Lec. Puis il devient dessinateur-chansonnier en faisant des dessins humoristiques sur scène, et enfin chansonnier à part entière. Il se produit dans  les cabarets parisiens, notamment aux Deux Ânes et au Caveau de la République.
Pendant la guerre, il épouse en octobre 1942 une femme divorcée d'un monsieur Lefschetz et issue d'une famille juive d'origine russe immigrée en France au début du siècle.
Après la Libération il crée en octobre 1946 une émission radiophonique hebdomadaire appelée Le Grenier de Montmartre qui est diffusée chaque dimanche à midi et qui remporte aussitôt un très grand succès. Il est aussi rédacteur du « journal radio-humoristique » Ploum ploum.
Parallèlement à sa carrière de chansonnier et de producteur, Jean Lec publie aussi plusieurs romans et continue à peindre : il expose plusieurs fois à Paris et à Lille.
En 1958, revenant d'une tournée, Jean Lec est victime d'un accident vasculaire cérébral dans un train et restera paralysé, hospitalisé à Garches jusqu'à son décès en juillet 1964.
Son épouse, Raya Lec, continuera à produire le Grenier de Montmartre jusqu'en 1974 avec la même équipe de chansonniers.